# Toomler
Toomler is een theatercafé aan de Breitnerstraat 2 in Amsterdam, onder het Hilton. 
Het café is eigendom van Comedytrain, het collectief van stand-upcomedians dat in 1990 werd opgericht door Raoul Heertje en zijn broer Eric. Het café zelf is ook door hen opgericht. De zaal in de comedyclub biedt plek aan een publiek van 150 personen.
Het is opgericht om Nederlandse stand-upcomedians een plek te geven om ervaring te krijgen, dingen uit te proberen en te zorgen dat er voor de liefhebber een vaste plek is. Er worden ook regelmatig comedyfestivals georganiseerd, zoals het jaarlijkse Comedytrain International Summer Festival.
Femke Monaghan-Van Wachem was van 2015 tot 2020 directeur van Comedytrain en Toomler. Daarna werd ze zakelijk directeur van debatcentrum De Balie.
Buitenlandse stand-upcomedians die in Toomler hebben opgetreden zijn onder anderen Trevor Noah, Louis C.K. en Jim Jefferies.
De maandelijkse vertelmiddag Echt gebeurd, opgericht in de herfst van 2008 door Paulien Cornelisse en Micha Wertheim, vindt plaats in Toomler. Een selectie uit de verhalen wordt uitgebracht als podcast.